# Zisterzienserinnenabtei Rotem
Die Zisterzienserinnenabtei Rotem (auch: Rothem, Mariëndal oder Mariënrode) war von 1237 bis 1797 ein Kloster der Zisterzienserinnen in Halen, Provinz Limburg, Belgien.

## Geschichte
Das am linken Ufer der Velp gestiftete Nonnenkloster Mariëndaal („Mariental“) wurde 1237 zisterziensisch und 1242 an den endgültigen Ort in Halen verlegt. 1797 kam es durch die Französische Revolution zur Auflösung und zum gänzlichen Abbau der Klostergebäude. Lediglich der angeschlossene Gutshof (und die Mühle) blieb in der „Rotemstraat“ in Halen erhalten.